# 클라우디오스 프톨레마이오스
클라우디오스 프톨레마이오스(그리스어: Κλαύδιος Πτολεμαῖος, AD 83년경 ~ 168년경) 또는 프톨레미(Ptolemy)는 고대 그리스의 수학자, 천문학자, 지리학자, 점성학자이다. 이집트의 알렉산드리아에서 천문학을 연구하여 지구가 우주의 중심이라는 천동설을 주장했으며 태양계는 달·수성·금성·태양·화성·목성·토성의 순서로 자리하고 있다고 보았다. 이집트의 프톨레마이오스 왕 들과 인척관계가 있는 건 아니다.
그가 그린 세계지도는 지리학의 역사를 연구하는 데 귀중한 자료로 쓰이고 있으며 지리학의 아버지라고도 불리고 있다. 지구 구형설을 증명하려고 많이 노력하였다. 지도에 경위도라는 개념을 도입하였고 맨 위쪽을 북쪽, 오른쪽을 동쪽이라고 지도상의 방위를 맨 먼저 정하기도 했다. 지구의 둘레를 28,800km라고 추정했는데 이는 실제 크기의 약 4분의 3정도에 해당한다. 적도 역시 지금보다 640km나 더 북쪽에 있는 것으로 계산하였다.
프톨레마이오스는 다양한 분야에서 많은 저서를 남겼는데 이러한 그의 저서들은 후의 이슬람과 유럽 과학에서 중요한 영향을 미쳤다. 그 중 대표적인 것으로 코페르니쿠스 이전시대 최고의 천문학서로 인정받고 있는 《천문학 집대성Megalē Syntaxis tēs Astoronomias》이 있는데 이것의 아랍어 역본인 《알마게스트》란 이름으로 더 알려져 있다. 또한 지리학분야의 《지리학Geographike Hyphegesis》이 학계에서 오래도록 아낌을 받았고, 점성술책인 《테트라비블로스Tetrabiblos》, 직역하면 '사원수'도 아랍세계에서 많은 인기를 얻었다. 이 밖에도 광학과 음악에 관한 여러 저서가 있다.

## 어린 시절
서기 100년경 고대 이집트의 테바이드에서 태어났을 것이라 추정되며, AD 170년쯤 알렉산드리아에서 사망했다. 이름 중 클라우디오스는 고대 로마의 둘째 이름으로 족명(族名)을 나타내며 이것은 그가 로마 시민이었다는 것을 증명한다. 첫째 이름은 현재 알려져 있지 않지만, 그 당시 시민들의 일반적인 첫째 이름이 티베리우스인 걸 감안하면 그의 첫째 이름도 티베리우스였을 것이라 추정된다. 프톨레마이오스는 그리스식 이름이며 이집트의 왕가의 이름이었지만 그가 프톨레마이오스 왕조와 인척 관계라고는 여겨지지 않고 있다.
프톨레마이오스가 알렉산드리아의 그리스 사회 일원이라는 것 외에 삶의 세밀한 부분은 거의 알려져 있지 않다. 고대 그리스어로 책을 썼고 바빌론 천문학 데이터를 사용한 것으로 알려져 있다.

## 천문학

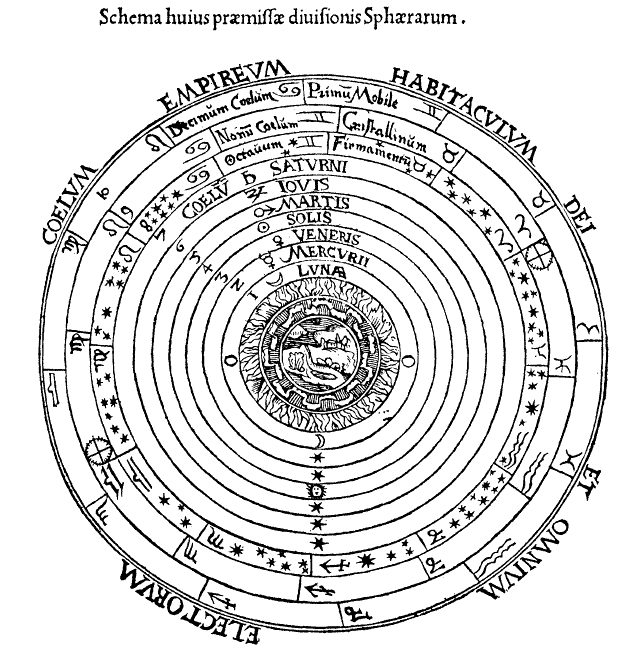
프톨레마이오스의 우주

프톨레마이오스는 그 이전의 플라톤, 아리스토텔레스 등으로부터 이어져오던 천동설에 그 때의 유효한 데이터를 바탕으로 수정된 지구중심 모델을 제안했다. 당시 바빌로니아 천문학자들은 천체의 운동을 설명하는 데 있어 수학적인 방법을 사용하였고, 히파르코스같은 그리스의 천문학자들은 기하학적 모델을 사용하였다. 프톨레마이오스는 그 사고방법과 관측 자료들은 히파르코스의 학설을 이어받았으나 독자적인 수학적 방법을 채용하였다.
그의 지구중심 모델은 저서 《알마게스트》를 통해서 확인할 수 있는데 여기에 나타난 우주의 모습은 주전원설 구조체계에 피타고라스의 등속원운동과 아폴로니우스의 주전원을 결합한 것이다. 그는 고대부터 지구 중심설에 반하는 두 가지 데이터인 행성의 밝기 문제와 역행운동을 설명하기 위해서 주전원, 대원, 이심같은 개념을 좀 더 확장시켰다. 이전의 개념은 이심원은 이심을 중심으로 하는(지구는 중심에서 벗어나 있으며 천구의 중심이다.) 거대한 원이고, 주전원은 중심이 이심원의 원주를 따라 회전하는 작은 원이다. 태양과 달, 그리고 다른 행성들은 각각의 주전원의 원주를 따라 움직인다.
하지만 이 이론만으로는 모든 행성들의 관측된 현상을 완전히 설명할 수 없었기 때문에 프톨레마이오스는 여기에 동시심의 개념을 더 도입했다. 그는 행성의 주전원의 중심이 동시심이라고 부르는 점을 중심으로 일정한 속도로 원운동을 하고 있다고 가정했다. - 이러한 가정은 동시심에서는 주전원의 중심이 일정하게 운동하지만 이심원에 대해서는 일정하지 않을 것이라는 것을 말해준다. 이것은 천체의 운동을 더욱 정확하게 설명할 수 있는 장치를 마련해 주었지만 동시에 등속원운동이라는 아리스토텔레스의 교리도 무너지게 되었다. - 동시심은 가상점으로서 이심원의 지름 위에 있으나 이심을 기준으로 할 때는 지구의 반대쪽에 있는 점이다. 즉 이심은 지구와 동시심의 중간에 있게 된다. 이러한 가정에 의해 그는 관측된 많은 행성운동을 더 잘 설명할 수 있었다.

아리스토텔레스의 우주 모형
- 프톨레마이오스가 제안했던 우주를 간단한 모형으로 나타낸 그림이다. 행성이 주전원의 작은 궤도를 돌면서 대원의 큰 궤도를 돌고 있다. 계의 중심은 X(이심)며 지구는 중심에서 벗어나 있다. 이심을 기준으로 지구와 대칭되어 있는 점이 바로 동시심이며 프톨레마이오스가 새로 도입한 개념이다. 프톨레마이오스는 이러한 모형을 바탕으로 행성들의 밝기가 일 년 동안 변하는 것과 행성의 역행운동을 설명했다.

이 밖에도 프톨레마이오스는 천체가 간단한 기하학적 모델에 따라 움직인다고 가정하고 히파르코스의 사인표를 이용하여 해, 달, 행성의 위치를 계산하였으며 그에 따른 일식, 월식 현상을 알아내는 방법을 설명하였다. 유럽에서는 15세기에 이르러서야 천문학 수준이 프톨레마이오스시대에 이르렀고 그 기초위에서 코페르니쿠스의 지동설이 탄생하였다.

### 알마게스트

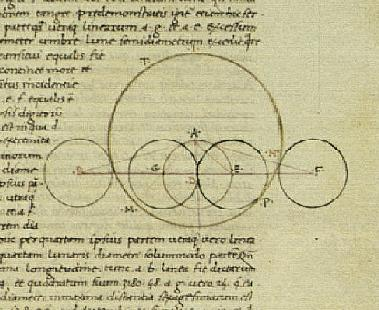
알마게스트

본래 책의 이름은 《천문학 집대성》이지만 아랍어 역본인《알마게스트》로 더 많이 알려져있다. AD 140년경 편찬되었으며 AD 827년경 아랍어로 번역되었고 12세기 후반 아랍어에서 라틴어로 재번역되었다. 《알마게스트》란 ‘최대의 서(書)'를 뜻하며 프톨레마이오스의 저서에 경의를 표하는 의미에서 지어졌다.
이 책은 그리스 천문학을 집대성한 것으로 모두 13권으로 이루어져 있다. 제1권은 포괄적인 개론으로서 천동설에 대한 설명이 있고 제2권에서는 3각법에 대한 가장 오래된 기록으로 현(弦)의 표(表)와 구면(球面) 3각형의 해법에 대한 연구가 들어있다. 제3권부터 제6권까지는 태양과 달의 운동, 1년의 길이, 지구에서 태양 및 달과의 거리 등과 일식, 월식, 행성의 합(合)과 충(衝) 등을 설명했다. 제7권과 제8권은 주로 항성에 대해 다루었는데 황경황위표를 통해 1022개 항성의 황도좌표와 등급을 나타내었다. 제9권부터 제13권까지는 독창적으로 제1권에서 개론한 천동설을 다루고 있다.
이 책은 르네상스 시대가 도래할 때까지 서양의 우주관, 나아가 종교관과 세계관을 지배했다. 알마게스트란 책 제목을 보면 그의 이론이 그 시대에 어떤 위치에 있었는지를 알 수 있다.

## 지리학

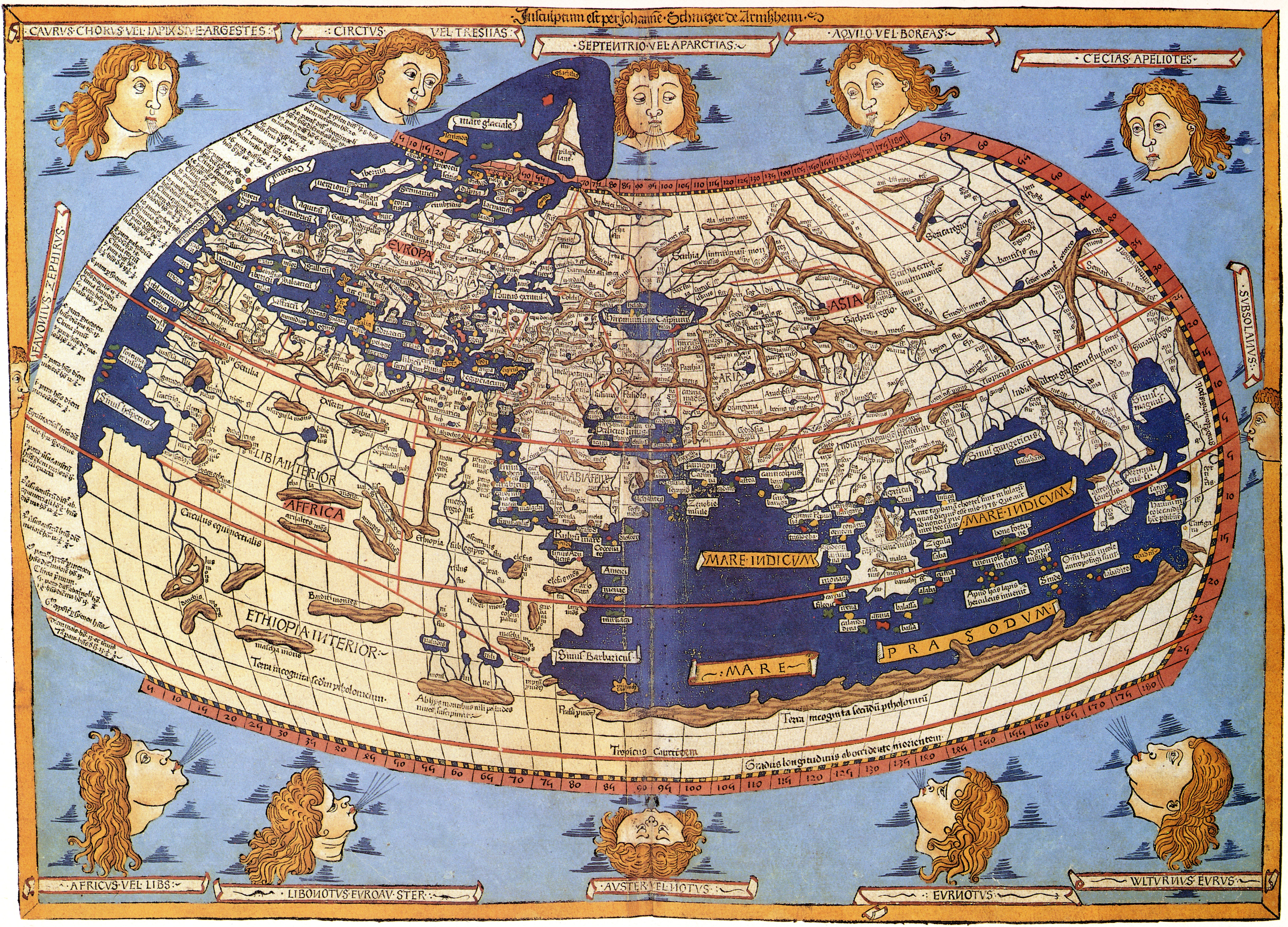
프톨레마이오스 세계지도 목판본 - 요하네 슈니처 (Johane Schnitzer 1482)

프톨레마이오스는 지리학분야에서도 많은 업적을 남겼는데 그것은 《지리학》에서 찾아볼 수 있다. 《지리학》은 2세기 로마제국의 지리학을 엮은 것으로 선대 지리학자인 티레의 마리누스의 업적과 로마, 고대 페르시아의 지명사전을 바탕으로 하였다. 《지리학》의 첫 번째 부분은 그가 사용한 자료와 방법에 관한 논의이다. 그는 마리누스에 이어 그가 알고 있던 모든 장소와 지형을 격자를 사용하여 좌표로 나타내었다.
제2권에서 7권까지 그는 도(°)를 사용하였고 그가 가장 서쪽의 섬이라고 생각했던, '축복받은 섬'에 경도 0도의 자오선을 설정했다. 그는 또한 로마의 속주뿐만 아니라 사람이 살고 있는 모든 세계에 대한 지도를 그리는 방법을 고안하였다. 《지리학》의 두 번째 부분에서 그는 필요한 일정 지역의 지지적(地誌的)인 목록, 그리고 지도에 대한 표제들을 나타내었다. 그의 지도는 대서양의 축복받은 섬으로부터 중국의 중앙까지 경도 180도, 셰틀랜드 제도로부터 아프리카의 동쪽 해변까지 위도 80도 정도를 표시하고 있는데 그 역시 자신이 지구의 4분의 1정도밖에 알지 못한다는 것을 깨닫고 있었다.

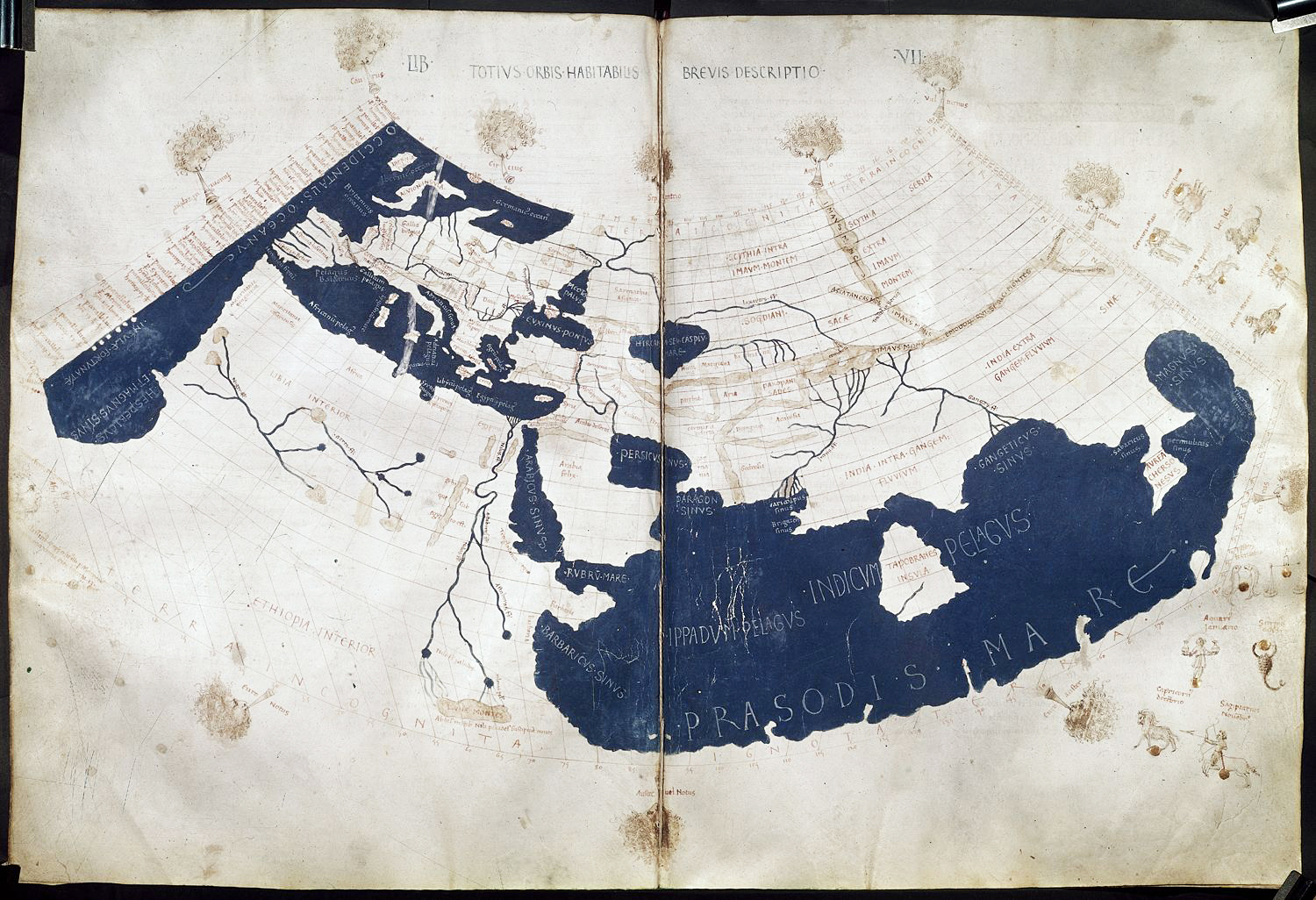
15세기 프톨레마이오스 세계지도 사본
스리랑카와 말레이반도를 넘어서 중국까지 표현이 되어있다.

《지리학》의 원본은 막시무스 플라데누스에 의해 1300년경 재발견 되었는데 제2권에서 7권까지는 프톨레마이오스 사후에 새로운 정보로 계속 수정되고 더해진 것으로 보인다. 15세기에 들어와 프톨레마이오스의 《지리학》은 인쇄되기 시작했는데 인쇄된 지도들을 현대의 지도와 비교해보면 약간 일그러진 모습을 보인다. 그것은 프톨레마이오스의 자료가 부정확한 것에서 비롯되는데 이러한 자료의 부정확함의 원인은 먼저 그가 지구의 크기를 너무 작게 측정하였기 때문이다. 에라토스테네스가 지구의 크기에 1도당 700 스타디아를 사용한 반면 프톨레마이오스는 500 스타디아만을 사용하였다. 만약 둘 다 똑같은 단위를 사용했다면(1스타디아당 185m) 프톨레마이오스의 계산은 실제 지구의 크기를 약 5/6정도로 축소시킨 것이 된다. 또 다른 원인은 그가 낮이 가장 긴 날을 기준으로 위도를 계산했기 때문에 발생한 것으로 그가 계산한 위도는 평균적으로 오차를 가지게 된다. 이 때 비잔틴은 2도, 카르타고는 약 4도의 오차를 가진다.

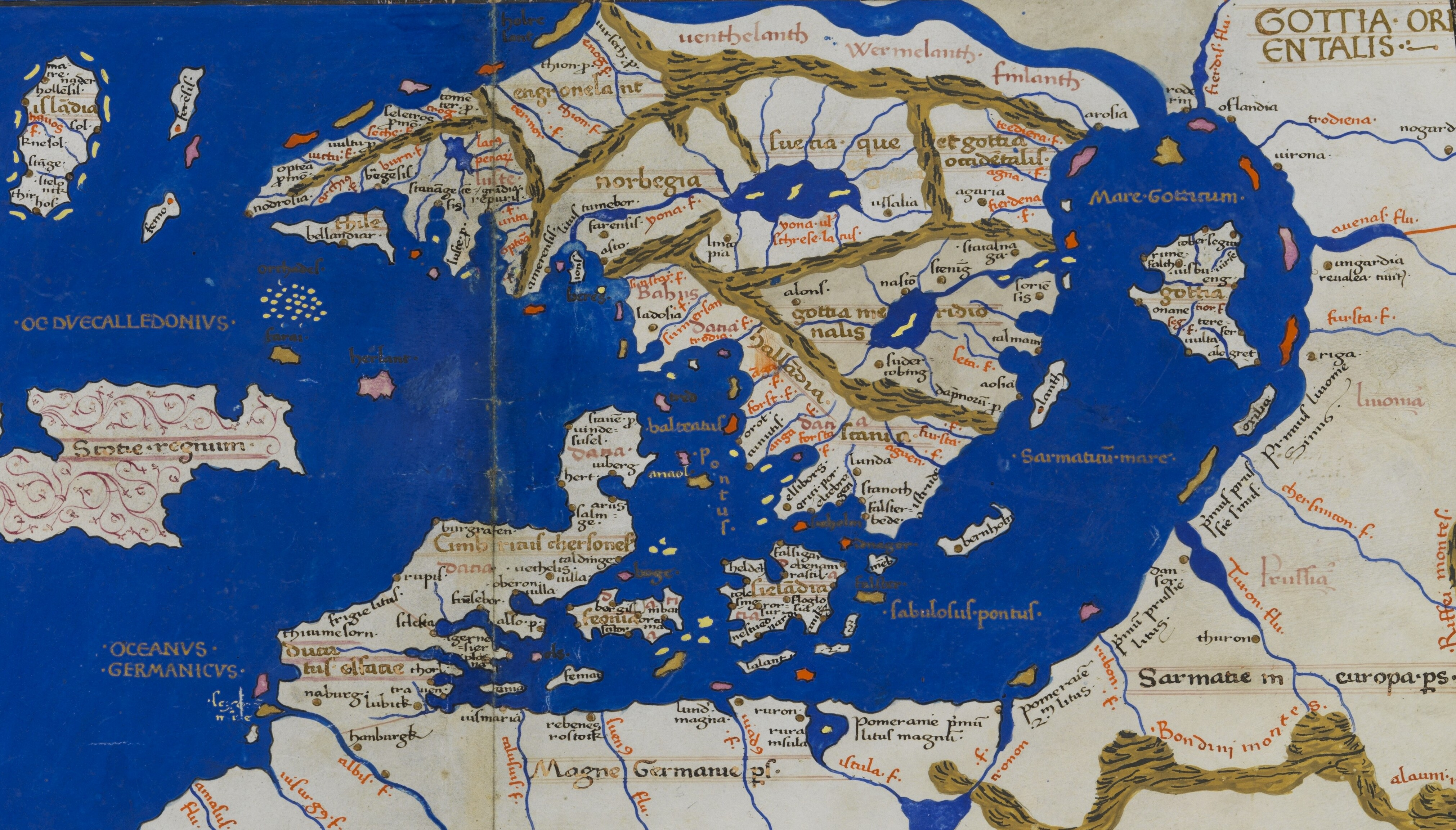
프톨레마이오스 세계지도 속의 스칸디나비아 반도

이 밖에도 프톨레마이오스의 《지리학》은 다루는 나라의 기후나 천연생산물, 서식동물과 고유의 특징 같은 것에 대한 언급이나 지리학적으로 중요한 요소인 강이나 산맥에 대한 취급은 거의 없었다.
이와 같은 결점에도 불구하고 이 책은 역사적으로 《알마게스트》처럼 후세에 매우 큰 영향을 미쳤기 때문에 중요한 책이다. 프톨레마이오스는 아시아가 실제보다 동쪽으로 훨씬 더 확장되어 있다고 했기 때문에 크리스토퍼 콜럼버스는 서쪽으로 계속 항해하면 아시아에 도착할 수 있을 것이라고 믿었다. 또한 1775년까지도 프톨레마이오스가 말했던 것처럼 인도양이 남쪽의 대륙에 의해 막혀 있을 것이라고 믿었다. 그러나 이것은 같은 해 7월 제임스 쿡이 남반구 항해에서 돌아옴으로써 틀렸다는 것이 증명되었다.

## 점성학

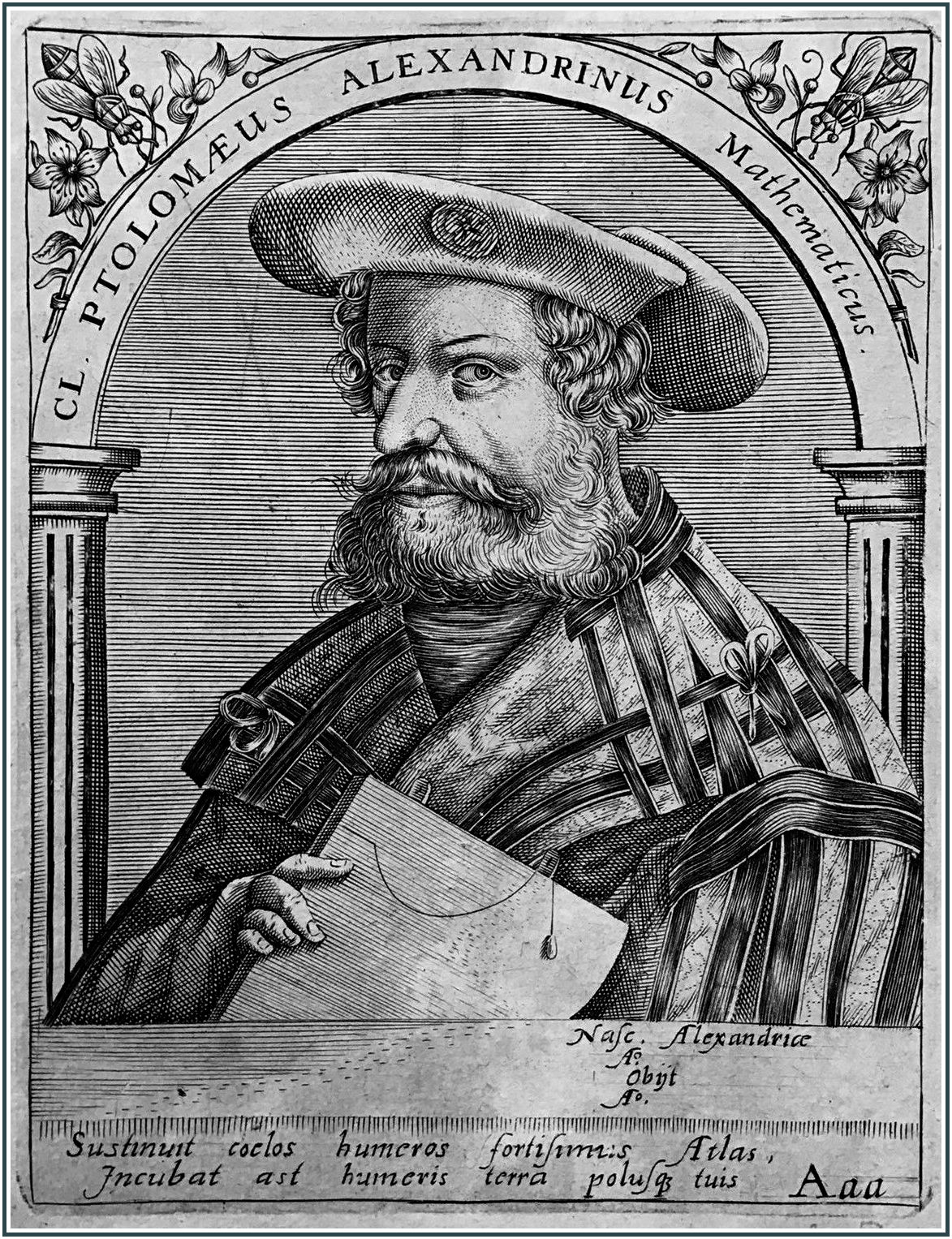
수학자 프톨레마이오스를 그린 16세기의 판화. '알렉산드리아인'으로 묘사되어 있다.

점성학에서의 프톨레마이오스의 업적은 그의 저서 《테트라비블로스》를 통해 알 수 있다. 이 책은 에우독소스가 바빌로니아 사람들이 최초로 꾸며서 만든 점성술을 이어받아 연구하고, 체계화하여 히파르코스를 거쳐 내려오면서 발전시킨 것을 프톨레마이오스가 최종적으로 총 정리하여 펴낸 점성학 저작이다. 테트라비블로스는 그 명칭대로 모두 4권으로 구성되었다. 제1, 2권은 지세점성술Astrological Chorography과 기상점성술을 비롯해서 천체들의 영향력이 지상의 물리현상에 어떻게 미치는가하는 점성술의 기본원리와 나라들의 흥망성쇠에 이르는 운명을 설명하고 있다. 제3, 4권은 천체들이 인간사에 영향을 끼치고 있는 별자리에 따라 인간 개개인의 운명이 예측된다는 출생천궁도를 자세히 풀이했다.
이와 관련하여 테트라비블로스에 나오는 대표적 구절은 다음과 같다.
“토성은 동쪽에 있을 때는 검은 피부, 검은 곱슬머리에, 가슴팍에는 털이 난 씩씩한 남자들을 시종으로 삼는다. 그들의 눈은 중간 정도 크기이고 키도 중간 정도이며 기질(氣質)은 습기와 한기를 지나칠 정도로 많이 품고 있다.”
프톨레마이오스는 인간의 행동은 행성과 항성에 영향을 받는다고 믿었을 뿐 아니라 인간의 키와 얼굴 생김새, 타고난 기질과 신체의 이상 등도 별에 의해서 결정된다고 믿었다. 그가 설명하는 점성술의 기본은 태양과 달을 필두로 해서 화성, 수성, 목성, 금성 그리고 토성까지 일곱 개의 행성이 황도에 매 30도씩 위치한 황도 12궁과 시시각각으로 일어나는 이들 천체들의 다양한 현상을 가지고 점을 친다는 것이었다.
이 저서는 제2차 세계대전 중에서도 영국과 독일이 각각 자국어로 재판했을 정도로 귀중히 여겨지고, 오늘날에 있어서도 점성술의 위대한 기본 교과서로 높이 평가를 받고 있다.

## 수학
프톨레마이오스는 뛰어난 기하학자로서 수학 분야에 중요한 업적을 많이 남겼다. 그는 기하학 분야에서 새로운 증명과 정리를 만들고 《아날렘마》라는 책에서 천구면(지구에서 무한대 거리에 있으며, 그 면에 우주 공간의 물체가 위치하고 있는 것처럼 보이는 가상의 구)에 있는 점을 수평면,자오선면,수직면으로 구성되는 서로 직각인 3개의 평면에 사상시키는 문제에 대해서 자세히 논했다. 《플라니스파이리움》이라는 책에서는 입체를 평면에 묘사하는 방법인 평사도법에 대한 문제를 다루면서 천구의 남극을 사상의 중심으로 썼다. 그는 또한 날씨 뿐만 아니라 아침과 저녁에 뜨고 지는 별까지 나타낸 달력을 만들었다. 다른 수학분야의 출판물로서는 《행성가설Hypothesis in planmenn》이라는 책을 포함한 2권과 3차원 공간 이상은 없다는 것을 증명한 것과 에우클레이데스가 고안한 평행선에 대한 가정을 증명하려고 시도한 것이 포함되어 있는 2권의 기하학에 대한 책이 있다.

## 음악
프톨레마이오스는 음악 이론과 화성학 분야에 있어서도 업적을 남겼다. 그의 전임자들에 대한 비판적 접근 후에, 과도하게 이론적으로 접근하는 피타고라스의 학설에 대조적으로 그는 경험적인 관찰과, 아리스톡세누스와는 대조적으로 수학적인 비율에 음정의 기반을 두는 것을 주장했다. 그는 또한 음표(음색)들이 수학적인 방정식으로 그리고 반대로 화성학으로 해석될 수 있는지 설명하였다. 이것은 처음으로 피타고라스에 의해 발견되었기 때문에 프톨레마이오스가 피타고라스의 학설을 따르는 것처럼 보이지만 피타고라스가 음악에 있어서 3:2의 특별한 수학적 비율을 믿었던 반면 프톨레마이오스는 단지 음악은 일반적으로 4음 음계와 옥타브를 포함한다고 믿었다. 그는 이러한 것들을 일현금을 사용하여 표현했다.

## 그 외의 학문
프톨레마이오스는 그 밖에도 역학에 대한 3권의 책을 썼는데, 그가 쓴 것은 《평형에 대해서Peri ropn》라는 단 1권의 책뿐이라는 설도 있다. 광학 현상에 대한 그의 업적은 《광학》에 수록되어 있다. 이 책은 원래 5권으로 되어 있었는데, 마지막 권에 굴절이론을 다루었으며, 서로 다른 높이에 있는 천체의 빛이 굴절되는 것에 대해서도 논했다. 이것은 관측적 문제에 대한 해결을 시도했던 것들 중 기록된 최초의 것이다.

## 그의 이름이 붙여진 것들

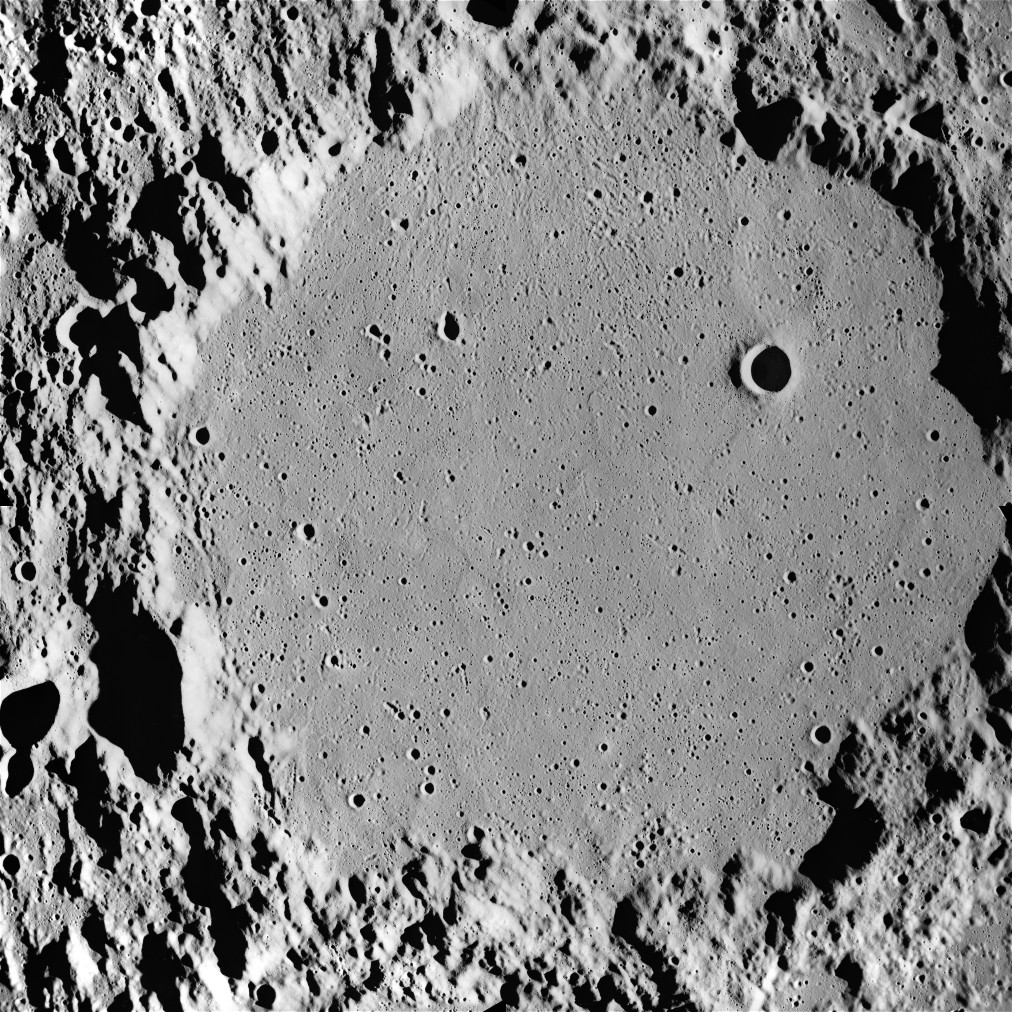
프톨레마이오스 충돌구(달)

프톨레마이오스 정리

- 프톨레마이오스 충돌구 (달)

- 알폰수스, 아르차헬과 함께 트리오를 이루는 프톨레마이오스 충돌구는 그중 크기가 가장 크며(직경 150km), 가장 오래 되었다. 충돌구의 벽들은 높이가 단지 1km남짓인데 가장자리가 심하게 파손되어 있다. 바닥은 소수의 작은 충돌구를 제외하고는 비교적 평탄한데 소행성 충돌에 의해 비의 바다가 만들어지면서 표면이 재생성되었기 때문이다.
- 프톨레마이오스 충돌구 (화성)
- 4001 프톨레마이오스
4001 프톨레마이오스(1949 PV)는 1949년 8월 2일, K.라인무트(K. Reinmuth)가 발견한 소행성이다.

- 프톨레마이오스 세계지도
- 프톨레마이오스의 정리
사각형의 점 A, B, C, D가 원에 내접하면 {\displaystyle {\overline {AC}}\cdot {\overline {BD}}={\overline {AB}}\cdot {\overline {CD}}+{\overline {BC}}\cdot {\overline {AD}}}의 식이 성립한다는 프톨레마이오스의 정리.
- 프톨레마이오스 성단
전갈자리 꼬리 부분의 람다별 동북쪽으로 약 5도정도 떨어져 있는 대형 산개성단. 맑은 날 육안으로도 성운상으로 보이며, 망원경으로는 40배이하의 저배율로 관측해야 시야에 넣을 수 있다. 메시에 대상 중에 가장 남쪽에 위치한 성단이기도 하다.
- 프톨레마이오스 연대기
프톨레마이오스가 작성한 연대기. 천문학적이고 역사적인 사건과 더불어 BC 747년 이후부터 BC 332년까지의 바빌론 및 바사 통치자들의 명단을 열거한 왕명록을 작성했으며 프톨레마이오스 왕조와 AD 161년까지의 헬라와 로마의 통치자 명부도 작성하였다.

## 주해
1. ↑  천문학(Astronomy)과 점성학(Astrology)은 르네상스 시대 이후 합리주의가 대두되기 이전에는 서로 구별짓지 않았던 학문이었다.

## 같이 보기
- 프톨레마이오스 성단
- 배수 (서진)
- 장형 (학자)